# デカクレ
ビッグキャッチャー デカクレ (DecaCre) は、北日本通信工業が販売しているクレーンゲーム機である。大抵は「デカクレ」だけで呼ばれることが多い。確率制御を設定できる。

## 概要
アトラスがアミューズメント部門を撤退した後、北日本通信工業が、トリプルキャッチャーの権利を受け、新しく開発した、3本のアームを用いたクレーンゲームである。製造メーカーはトリプルキャッチャーと同じく台湾のパオカイ電子製となった。
このゲームは、主に大型の景品が入っており、プレイヤーがアームを操作して、景品を掴んで獲得するルールが基本である。
操作方法は店にもよるが、レバー操作と、ボタン操作の2種類が存在する。

レバーでの操作手順は、
1. お金を入れ、景品獲得口上にあるアームを、レバーを動かして移動させる。移動は8方向で、制限時間内までは、自由に動かすことができる。
2. 「つかむ」ボタンを押すか、制限時間に達すると、アームが下降する。
3. アームが降りている間は「つかむ」ボタンが点滅しており、押すことによって、下降中のアームをその場で停止させ、掴むことができる。また、ボタンを押さない場合は、限界点まで降りてアームが閉じる。
4. アームが閉じたら、そのまま上昇し、景品取り出し口まで移動して、アームが開き、初期状態に戻る。

ボタンでの操作手順は、
1. お金を入れる。
2. まずは、景品獲得口上にあるアームを、「1」ボタンを押し続けて、横に移動させる。押している間はアームが右に動き続け、ボタンを離すと、その場で停止する。
3. 次に、横移動させたアームを、「2/3」ボタンを押し続けて、奥に移動させる。押している間はアームが奥に動き続け、ボタンを離すと、その場で停止すると同時に、アームが下降し始める。また、制限時間に達するとその場で静止し、アームが下降し始める。
4. アームが降りている間は「2/3」ボタンが点滅しており、押すことによって、下降中のアームをその場で停止させ、掴むことができる。また、ボタンを押さない場合は、限界点まで降りてアームが閉じる。
5. アームが閉じたら、そのまま上昇し、景品取り出し口まで移動して、アームが開き、初期状態に戻る。

## シリーズ

### ビッグキャッチャーデカクレ(BIGCATCHER Deca Cre)
2011年発売。シリーズの初代機。前作の「ポロスキャッチャービッグ」と比較して、景品の底を見やすく改良されている。操作方法は、トリプルキャッチャーと殆ど変化はない。また、製造時期により、筐体側面のスピーカーの形状や、BGMが異なる。後期・前期でBGMの音程の高さが異なる。後継機種「デカクレアルファ Ver.1.5」の発売により、2018年を持って生産終了した。

### デカクレ アルファ(DecaCre α)
2014年発売。操作部のコインセレクターの改良、金額表示、筐体分割、照明を蛍光灯からLEDに変更されるなど、前作のデカクレから様々な場所が改良され、メンテナンスが楽になった。操作方法は前作のデカクレと変化はない。後継機種「デカクレアルファ Ver.1.5」の発売により、2018年を持って生産終了した。

### デカクレ アルファ バージョン1.5(DecaCre α Var1.5)
2018年発売。筺体角にLEDが付けられる、モーターアームが搭載される、オプション爪搭載によりアームが3本〜6本までつけられるなど、前作より様々な場所が改良された。

### もっと デカクレ(もっと DecaCre)
2019年発売。デカクレシリーズ最大サイズになる、デカクレの2.6倍サイズの筐体となり、同時にアームサイズも大きくなった。筐体は分割が可能で、様々な場所に設置できる。また、専用の「デカジョイスティック」、「デカボタン」を搭載する。その他、前作よりも様々な点が改良された。

### デカクレ 2(DecaCre 2)
2023年発売。アーム形状がセガのUFOキャッチャーシリーズ等の見た目に変わった他にアームユニットが薄型になったことで全高が従来モデルの2240㎜から1995㎜に下がり楽に搬入が可能になった。消費電力がデカクレより約77%、デカクレαより約17%も削減した。